# Sebastián (Burgos)
Sebastián es un despoblado que actualmente forma parte del municipio de Condado de Treviño, en la provincia de Burgos, Castilla y León (España).

## Toponimia
A lo largo de los siglos ha sido conocido también con los nombres de Sabastian, Sabastiane Savastian, y Sebastiani.

## Historia
Documentado desde 955, estaba situado entre las localidades de Mesanza y Laño.
Actualmente en sus tierras hay unas canteras.